# Makifrösche
Makifrösche (Phyllomedusa) sind eine Gattung der Greiffrösche (Phyllomedusinae), einer Unterfamilie der Laubfrösche. Sie kommen mit 16 Arten in den Regenwäldern Südamerikas vor.

## Beschreibung
Makifrösche können Finger und Zehen gegenüberstellen. Dadurch können sie auch dünnere Pflanzenteile umfassen und daran hochklettern. Sie gelten als ausgezeichnete Kletterer. Ihre Körperform wirkt für Froschlurche ungewöhnlich kantig. Die kleineren Arten werden ca. 5 bis 7 cm groß, Weibchen des Riesenmakifrosches (Phyllomedusa bicolor) erreichen eine Kopf-Rumpf-Länge von bis zu 12 cm.

## Lebensweise
Den Tag verbringen die Tiere an trockenen, warmen Plätzen. Zum Schutz gegen Austrocknung überziehen sie ihre Haut mit einer wachsartigen Schicht. In der Nacht begeben sie sich auf Nahrungssuche nach Spinnen, Insekten etc. Makifrösche bewegen sich bedächtig kletternd fort. Erst wenn ein Beutetier in Reichweite ist, schnappen sie blitzschnell zu. In der Regenzeit suchen sie Gewässernähe auf. Bei der Paarung wird das Gelege an Blättern angebracht, die zum Schutz vor Feinden und Trockenheit um das Gelege zusammengerollt werden. Die schlüpfenden Kaulquappen fallen ins darunter gelegene Wasser, wo sie sich zu Fröschen weiterentwickeln.

## Systematik
Die Makifrösche werden zur Familie der Laubfrösche (Hylidae) gezählt. Es gab Bestrebungen, sie zusammen mit anderen Gattungen in eine eigene Familie Phyllomedusidae zu stellen, diese Gruppierung spiegelt sich jetzt in der Laubfrosch-Unterfamilie Phyllomedusinae (Greiffrösche) wider.

## Arten
Die Gattung umfasst 16 Arten:
Stand: 5. Juli 2025
- Phyllomedusa bahiana Lutz, 1925

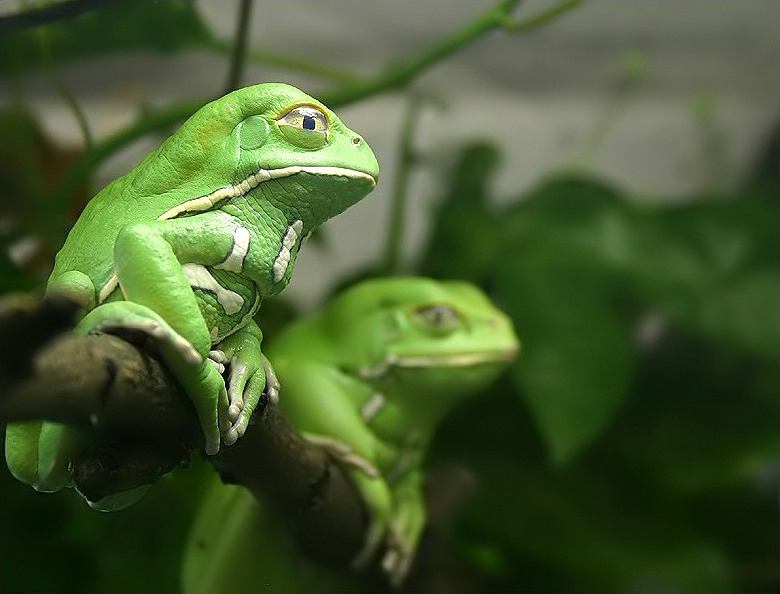
Warziger Makifrosch (Phyllomedusa sauvagii)

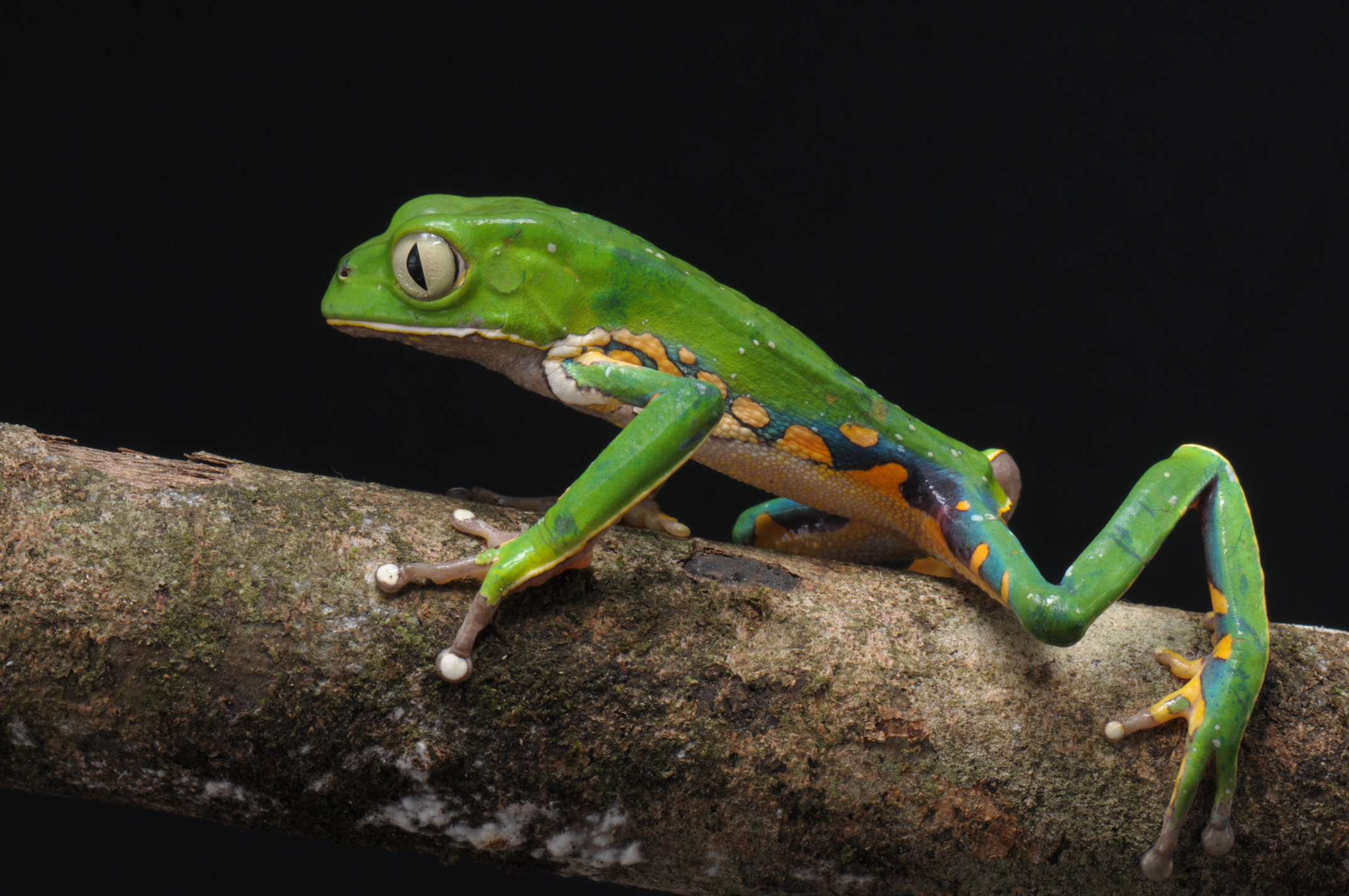
Phyllomedusa burmeisteri

- Phyllomedusa bicolor Boddaert, 1772 – Riesenmakifrosch
- Phyllomedusa boliviana Boulenger, 1902
- Phyllomedusa burmeisteri Boulenger, 1882
- Phyllomedusa camba De la Riva, 2000
- Phyllomedusa chaparroi Castroviejo-Fisher, Köhler, De la Riva & Padial, 2017[1]
- Phyllomedusa coelestis Cope, 1874
- Phyllomedusa distincta Lutz, 1950
- Phyllomedusa iheringii Boulenger, 1885
- Phyllomedusa neildi Barrio-Amorós, 2006
- Phyllomedusa sauvagii Boulenger, 1882 – Warziger Makifrosch
- Phyllomedusa tarsius Cope, 1868
- Phyllomedusa tetraploidea Pombal & Haddad, 1992
- Phyllomedusa trinitatis Mertens, 1926
- Phyllomedusa vaillantii Boulenger, 1882
- Phyllomedusa venusta Duellman & Trueb, 1967